# جي بي دي والوني 2021
جي بي دي والوني 2021 (بالفرنسية: Grand Prix de Wallonie 2021)‏ هو سباق دراجات هوائية، وهو الموسم رقم 61 من جي بي دي والوني، وأقيم في 15 سبتمبر 2021، وامتدّ لمسافة 208.1 كيلومتر، وهو أحد سباقات سلسلة سباقات الاتحاد الدولي للدراجات للمحترفين 2021، وهو من نوع سباق يوم واحد.
فاز فيه بالمركز الأول كريستوف لابورت، وبالمركز الثاني وارن بارجويل، وبالمركز الثالث توش فان دير ساندي.

## الفرق
| فرق عالمية (9)- Israel Start-Up Nation - AG2R Citroën Team - Bora-Hansgrohe - Cofidis - EF Education-Nippo - Intermarché-Wanty-Gobert Matériaux - Lotto Soudal - Team DSM - Qhubeka NextHash فرق برو (7)- Alpecin-Fenix - 2021 بي آند بي هوتيلز ‏ - بنجوال دبليو بي 2021 ‏ - سبورت فلاندرين بالويس 2021 ‏ - Arkéa-Samsic - TotalEnergies - أونو اكس برو سايكلنج تيم 2021 ‏ فرق قارية (4)- Hagens Berman Jayco ‏ - فريق ريوال للدراجات 2021 ‏ - تارتيلتو-ايزوريكس 2021 ‏ - Van Rysel–Roubaix ‏ |  |
| |  |

## التصنيف العام النهائي
| التصنيف العام         | التصنيف العام     | التصنيف العام | التصنيف العام          | التصنيف العام     |
| العداء                | العداء            | البلد         | الفريق                 | الوقت             |
| --------------------- | ----------------- | ------------- | ---------------------- | ----------------- |
| 1                     | كريستوف لابورت    | فرنسا         | Cofidis                | 4 س 59 دقيقة 57 ث |
| 2                     | وارن بارجويل      | فرنسا         | اركيا سامسيك           | + 0 ث             |
| 3                     | توش فان دير ساندي | بلجيكا        | لوتو سودال             | + 0 ث             |
| 4                     | Dorian Godon ‏     | فرنسا         | AG2R Citroën Team      | + 0 ث             |
| 5                     | جياني فرميش       | بلجيكا        | Alpecin-Fenix          | + 0 ث             |
| 6                     | راسموس تيلر       | النرويج       | Uno-X Pro Cycling Team | + 0 ث             |
| 7                     | باتريك كونراد     | النمسا        | بورا هانسغروه          | + 0 ث             |
| 8                     | توم فان أسبروك    | بلجيكا        | Israel Start-Up Nation | + 0 ث             |
| 9                     | تيسج بنوت         | بلجيكا        | Team DSM               | + 0 ث             |
| 10                    | ديميتري كلايس     | بلجيكا        | Qhubeka NextHash       | + 0 ث             |
| مصدر: ProCyclingStats |                   |               |                        |                   |

## وصلات خارجية
- الموقع الرسمي
- لمحة عن سباق جي بي دي والوني 2021 على موقع  ProCyclingStats   (برو  سايكلنج  ستاتس) - إحصاءات  محترفي  الدراجات.
- جي بي دي والوني 2021 على موقع إحصائيات الدراجات الإحترافية (الإنجليزية)